# Darhan
Darhan (Дархан, em mongol) é a capital da província de Darhan-Uul, na Mongólia, sendo a segunda maior cidade da Mongólia, com uma população de 180,730 mil em 2010.

## História
Em 17 de outubro de 1961, a cidade de Darhan foi construída com extensa assistência econômica do Comecon.
 Húngaros construiram uma fábrica de carne em 1974. Como o próprio nome indica, a cidade foi originalmente concebida para ser um local de fabricação do território do norte da Mongólia.  Especialistas Poloneses construiram uma fábrica de Marcenaria , tijolos e de cal em Darhan.
A cidade continua sendo um centro principalmente industrial e é o lar de cerca de 82% da população da província de Darkhan-Uul. Tal como acontece com a maioria dos mongóis urbanos, cerca de 86% da população da cidade vive em apartamentos residenciais, com o restante da população vivendo em yurtes (gers) nos arredores da cidade.[carece de fontes?]

## Geografia e estruturas
Com uma elevação de 665 metros ou 2 182 pés, Darhan é a capital do Darhan-Uul. É uma cidade com notável influência Soviética , evidenciado pelos edifícios quadrados e uso pesado de alfabeto cirílico. Darhan é cercada por montanhas e colinas, também tendo algumas atrações turísticas como estátuas sendo em grande parte atrações Budistas. Algumas partes da cidade têm casas de madeira.

### Clima
Darhan tem um clima continental úmido limítrofe (Dwb), próximo ao mais típico clima subártico (Dwc) do norte da Mongólia, que é encontrado em áreas mais altas perto da cidade, e apenas marginalmente úmido o suficiente para evitar a qualificação como clima semi-árido (BSk). Esses três tipos de clima tendem a se sobrepor bastante nas regiões fronteiriças da Mongólia, Rússia e Cazaquistão. Esta área tem invernos extremamente frios e secos; no entanto, os verões são mais quentes e úmidos.
| Dados climáticos para Darkhan, 1984–2010 | Dados climáticos para Darkhan, 1984–2010 | Dados climáticos para Darkhan, 1984–2010 | Dados climáticos para Darkhan, 1984–2010 | Dados climáticos para Darkhan, 1984–2010 | Dados climáticos para Darkhan, 1984–2010 | Dados climáticos para Darkhan, 1984–2010 | Dados climáticos para Darkhan, 1984–2010 | Dados climáticos para Darkhan, 1984–2010 | Dados climáticos para Darkhan, 1984–2010 | Dados climáticos para Darkhan, 1984–2010 | Dados climáticos para Darkhan, 1984–2010 | Dados climáticos para Darkhan, 1984–2010 | Dados climáticos para Darkhan, 1984–2010 |
| Mês                                      | Jan                                      | Fev                                      | Mar                                      | Abr                                      | Mai                                      | Jun                                      | Jul                                      | Ago                                      | Set                                      | Out                                      | Nov                                      | Dez                                      | Ano                                      |
| ---------------------------------------- | ---------------------------------------- | ---------------------------------------- | ---------------------------------------- | ---------------------------------------- | ---------------------------------------- | ---------------------------------------- | ---------------------------------------- | ---------------------------------------- | ---------------------------------------- | ---------------------------------------- | ---------------------------------------- | ---------------------------------------- | ---------------------------------------- |
| Média alta °C (°F)                       | −16.9 (1.6)                              | −10.1 (13.8)                             | 1.4 (34.5)                               | 13.1 (55.6)                              | 21.7 (71.1)                              | 27.2 (81)                                | 28.4 (83.1)                              | 26.4 (79.5)                              | 19.6 (67.3)                              | 10.7 (51.3)                              | −3.1 (26.4)                              | −13.4 (7.9)                              | 8.75 (47.76)                             |
| Média baixa °C (°F)                      | −30.3 (−22.5)                            | −25.9 (−14.6)                            | −13.9 (7)                                | −3.9 (25)                                | 3.1 (37.6)                               | 9.4 (48.9)                               | 12.8 (55)                                | 10.3 (50.5)                              | 2.9 (37.2)                               | −4.9 (23.2)                              | −16.6 (2.1)                              | −25.8 (−14.4)                            | −6.9 (19.58)                             |
| Média precipitação mm (pol.)             | 3.7 (0.146)                              | 3.0 (0.118)                              | 3.6 (0.142)                              | 9.5 (0.374)                              | 20.3 (0.799)                             | 52.1 (2.051)                             | 67.4 (2.654)                             | 67.2 (2.646)                             | 33.8 (1.331)                             | 12.5 (0.492)                             | 7.0 (0.276)                              | 4.6 (0.181)                              | 284.7 (11.21)                            |
| Média de dias de precipitação            | 6.7                                      | 5.3                                      | 4.5                                      | 6.0                                      | 7.8                                      | 12.3                                     | 13.8                                     | 12.4                                     | 8.5                                      | 6.1                                      | 6.9                                      | 7.7                                      | 98                                       |
| Fonte: World Meteorological Organization |                                          |                                          |                                          |                                          |                                          |                                          |                                          |                                          |                                          |                                          |                                          |                                          |                                          |

## Cultura
O mosteiro de Kharagiin está alojado em uma cabana de toras na cidade velha; recentemente tornou-se ativo novamente como um budista mosteiro. Além disso, a cidade abriga o Museu de Darkhan-Uul. Este museu, também chamado de Museu Tradicional de Arte Popular, contém uma coleção de achados arqueológicos, roupas tradicionais, artefatos religiosos e taxidermia.
A cidade tem um monumento ao violino de cabeça de cavalo (morin khuur), o instrumento nacional emblemático dos mongóis.

## Educação
Darhan é o segundo maior centro educacional da Mongólia, tornando o nível educacional da população da cidade muito alto. Centenas de estudantes vêm para Darhan de outras partes da Mongólia para estudar. Atualmente em Darhan Uul Aimag existem 10 instituições de ensino superior, 25 escolas secundárias, 14 jardins de infância, o Instituto de Gestão e Desenvolvimento, o Centro Regional de Desenvolvimento Empresarial e o Instituto de Pesquisa em Ciências Vegetais e Treinamento Agrícola.

## Cidades parceiras
Darhan tem parceria com:
| Cidade       | Estado               | País           |
| ------------ | -------------------- | -------------- |
| Dimitrovgrad | Província de Haskovo | Bulgária       |
| Irving       | Texas                | Estados Unidos |
| Kaposvár     | Condado de Somogy    | Hungria        |
| Ulan Ude     | Buriácia             | Rússia         |
| Zeitz        | Saxônia-Anhalt       | Alemanha       |